# زي أنطونيو (لاعب كرة قدم)
زي أنطونيو (بالبرتغالية: José Antônio Pereira‏) هو لاعب كرة قدم برازيلي في مركز الوسط، ولد في 19 مارس 1984 في مونتي أزول بوليستا ‏ في البرازيل. لعب مع أتلتيكو باراناينسي وأتلتيكو مينيرو وجمعية بورتوغيزا الرياضية وسبورت ريسيفي ونادي بوتافوغو اس بي ونادي غوياس ونادي هكن.

## وصلات خارجية
- زي أنطونيو (لاعب كرة قدم) على موقع قاعدة بيانات كرة القدم.إي يو (الإنجليزية)
- زي أنطونيو (لاعب كرة قدم) على موقع Soccerway.com (الإنجليزية)